# Eeronsaari (ö i Norra Savolax)
Eeronsaari är en ö i Finland. Den ligger i sjön Konnevesi och i kommunen Rautalampi i den ekonomiska regionen  Inre Savolax ekonomiska region  och landskapet Norra Savolax, i den centrala delen av landet, 280 km norr om huvudstaden Helsingfors. Öns area är 1 hektar och dess största längd är 140 meter i sydöst-nordvästlig riktning.